# Mörsil
Mörsil è un'area urbana della Svezia situata nel comune di Åre, contea di Jämtland.
La popolazione rilevata nel censimento 2010 era di 686 abitanti .